# Trichotolinum deserticola
Trichotolinum deserticola là một loài thực vật có hoa trong họ Cải. Loài này được (Speg.) O.E. Schulz miêu tả khoa học đầu tiên năm 1933.